# Улица Зиленю (Рига)
Улица Зи́леню (латыш. Zileņu iela, от zilenes — голубика) — небольшая улица в Видземском предместье города Риги, в Пурвциемсе.
Начинается от улицы Пурвциема, вблизи её пересечения с улицей Ницгалес, идёт строго в северном направлении, заканчивается внутриквартальным проездом к улице Ницгалес. С другими улицами не пересекается.
Общая длина улицы составляет 255 метров. На большей части улицы покрытие гравийное.
Впервые упоминается в 1954 году под своим первоначальным названием, которое никогда не изменялось.